# Giovanni Arca
Giovanni (Proto) Arca (Bitti, 1562 – Bitti, 24 agosto 1599) è stato uno scrittore, storico, gesuita e agiografo italiano.

## Biografia
Nacque a Bitti in Sardegna in una famiglia benestante di pastori. Le notizie, di cui siamo in possesso, su questo religioso sono quelle riportate nel dizionario biografico di Pasquale Tola ed in recenti studi con notizie riportate da ricerche d'archivio. 
Negli anni 1575-1576 aveva intrapreso gli studi umanistici, molto probabilmente presso il collegio gesuitico di Sassari, e nel 1584 faceva parte dell'ordine dei Gesuiti e si trovava a Cagliari dove aveva appena conseguito i tre anni di studi di filosofia, completando così i suoi studi.

## Scritti
Arca fu autore di biografie di santi della Sardegna, scritte in latino, che raccolse in tre volumi, tuttavia il Tola rivela che niente altro aggiunge a quanto il Fara aveva scritto prima di lui.
Fu anche autore di altri due opuscoli il Naturalis et moralis historia de rebus Sardiniae e il De Barbaricinis libri duo. Quest'ultimo si tratta di un autografo contenente due opuscoli: il De Barbaricinorum origine e il De Barbaricinorum fortitudine.
Nella sua Naturalis et moralis historia riporta numerosi toponimi e precise descrizioni della geografia fisica del territorio del suo villaggio e dei villaggi limitrofi, talvolta anche rettificando alcune informazioni contenute nel Chorographia Sardiniae del Fara.

## Opere
- De sanctis Sardiniae libri tres, Cagliari, 1598.
- Barbaricinorum libri duo, a cura di F. Alziator, Cagliari, Fossataro, 1972.
- Naturalis et moralis historia de rebus Sardiniae, libri septem, Ms cartaceo del sec. XVI di cc. 268, in coll. Baille, Cu.
- Barbaricinorum libelli, a cura di M. T. Laneri, introduzione R. Turtas, Cagliari, Centro di Studi Filologici Sardi/Cuec, 2005.